# Marie Anne de Bourbon (1689–1720)

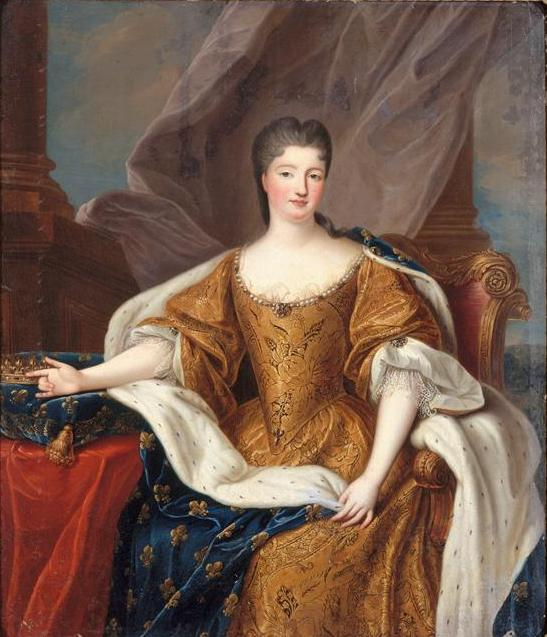
Marie Anne de Bourbon.

Marie Anne de Bourbon, född 18 april 1689 i Versailles, död 21 mars 1720 i Paris, var en fransk prinsessa, prinsessa de Condé; gift 1713 med sin kusin Louis Henri I av Bourbon. Hon var känd som "Den yngre hertiginnan", medan hennes svärmor Louise-Françoise de Bourbon kallades "Den äldre hertiginnan". Hon var dotter till François Louis de Bourbon.
Bourbon arrangerade själv sitt äktenskap genom att säga till kungen att Marie Louise Élisabeth av Orléans och Louis Henri I av Bourbon planerade att gifta sig med varandra mot kungens vilja, och bönfalla kungen att gifta bort Louis Henri I med henne själv istället, vilket kungen också gjorde. Hon beskrivs som ganska vacker, även om hon hade sned, S-formad ryggrad. Äktenskapet var en harmonisk vänskapsrelation och makarna hade skilda sängar och var sitt sexliv; själv hade hon en relation med en viss Chevalier Du Challas. Makarna fick inga barn.  